# Katolická církev ve Venezuele
Katolická církev ve Venezuele je součástí všeobecné církve na území Venezuely, pod vedením papeže a místních biskupů sdružených do Venezuelské biskupské konference (je součástí Rady latinskoamerických biskupských konferencí (CELAM)). Papež je ve Venezuele zastupován apoštolským nunciem v Caracasu. Ve Venezuele žije přes 24 miliónů pokřtěných katolíků, asi 88 % populace. Ve 33 (arci)diecézích je 1256 farností, v nichž působí téměř 1500 diecézních kněží, přes 1000 řádových kněží a 3 800 sester.

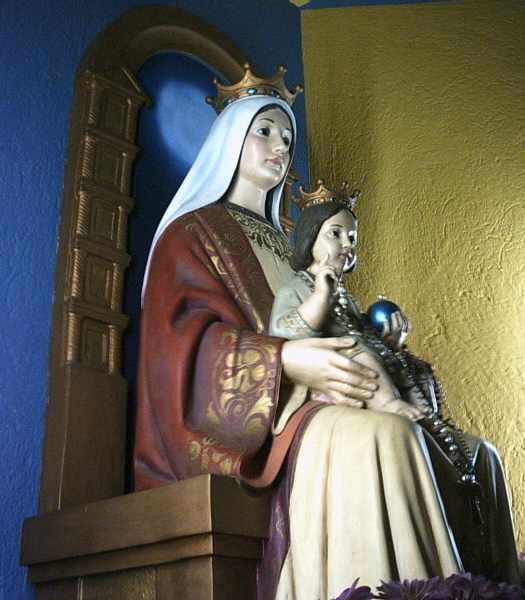
Panna Maria z Coromota, patronka Venezuely

## Administrativní členění katolické církve ve Venezuele
- Arcidiecéze Barquisimeto: 
  - Diecéze Acarigua–Araure
  - Diecéze Carora
  - Diecéze Guanare
  - Diecéze San Felipe
- Arcidiecéze Calabozo: 
  - Diecéze San Fernando de Apure
  - Diecéze Valle de la Pascua
- Arcidiecéze Caracas: 
  - Diecéze Guarenas
  - Diecéze La Guaira
  - Diecéze Los Teques
- Arcidiecéze Ciudad Bolívar: 
  - Diecéze Ciudad Guayana
  - Diecéze Maturín
- Arcidiecéze Coro: 
  - Diecéze Punto Fijo
- Arcidiecéze Cumaná: 
  - Diecéze Barcelona
  - Diecéze Carúpano
  - Diecéze El Tigre
  - Diecéze Margarita
- Arcidiecéze Maracaibo: 
  - Diecéze Cabimas
  - Diecéze Machiques

Mapa venezuelských římskokatolických diecézí

  - Diecéze El Vigía-San Carlos del Zulia
- Arcidiecéze Mérida: 
  - Diecéze Barinas
  - Diecéze Guasdualito
  - Diecéze San Cristóbal de Venezuela
  - Diecéze Trujillo
- Arcidiecéze Valencia en Venezuela: 
  - Diecéze Maracay
  - Diecéze Puerto Cabello
  - Diecéze San Carlos de Venezuela
- Bezprostředně podřízeny Sv. Stolci jsou: 
  - Vojenský ordinariát ve Venezuele
  - Apoštolský vikariát Caroní
  - Apoštolský vikariát Puerto Ayacucho
  - Apoštolský vikariát Tucupita
- Východní katolické církve mají ve Venezuele následující diecézní struktury:
  - Melchitský apoštolský exarchát ve Venezuele se sídlem v Caracasu
  - Syrský apoštolský exarchát pro Venezuelu se sídlem v Maracay